# Gədik
Gədik (hay còn gọi là Gedik và Gyadik) là một cựu ngôi làng thuộc vùng Quba của Azerbaijan. Ngôi làng hình thành một phần của đô thị Gədikqışlaq.